# رمزية (لاهوت)
الرمزية (بالإنجليزية: Typology)‏ في علم اللاهوت وتحديدًا في تقليد تفسير الكتاب المقدس، هي ارتباط شخص أو حدث ما يسمى تيبوس من العهد القديم مع شخص أو حدث من العهد الجديد، يسمى أنتيتيبوس بمعنى أصل النمط أو الخاتم الذي تصنع به الأختام، السِّكَّةُ. وموضوعها يدور في المقام الأول حول «الوعد» و «وصدق الوعد»، وأن ما أُعلن عنه في العهد القديم يتحقق في العهد الجديد

## الأسماء والتأثيل
تسمى الرمزية أيضًا علم الرموز أو دراسة الرموز أو النمطيات.
الاسم العلمي يوناني الأصل، وهو مشتق من مقطعين تيبوس بمعنى ضرب أو «نمط، أو الختم الذي يتركه الخاتم، ولوجيا تعني معرفة أو دراسة.

## انتشار الرمزية ومقاصدها
كانت الرمزية منهجًا تفسيرًا واسع الانتشار وشائعًا للعهد القديم، خاصة في العصور المسيحية المبكرة (ولكن أيضًا في العصور الوسطى). مهمتها توضيح أن المسيح هو حقا الشخص الذي أشار إليه الأنبياء على وجه الخصوص. وبها تثبت صدق الوعد بمقابلات مثل «تمامًا كما لبث يونان في بطن الحوت لمدة ثلاثة أيام، كذلك المسيح لبث في القبر لمدة ثلاثة أيام».
من وجهة النظر هذه، كان العهد القديم مليئًا بالإشارات التي يمكن تفسيرها على أنها تشير إلى المسيح: التيب أو النمط (الشخص) من العهد القديم يتوافق مع الأنتيتيب ضد النمط أو مقابله في العهد الجديد. إذ أن الأمر يتعلق بتقديم الدليل ليسوع المسيح كمحقق للوعود؛ فهو لوحده يمكن أن يكون الشخص الذي تمت الإشارة إليه.
بالاتساق المؤسس على الرمزية، حاولت المسيحية المبكرة القيام بعمل مقنع.
هناك سبب آخر لانتشار الرمزية في العصور المسيحية المبكرة. إذ كانت التصويرات من العهد القديم غير مريبة ويمكن تصويرها دون أي خطر للمسيحيين، لأنهم يمكن أن يكونوا أيضًا من الثقافة اليهودية ولا يعرضهم ذلك للاضطهاد. وبالتالي، لا تظهر الصور المسيحية الأولى (على سبيل المثال في سراديب الموتى) الرموز فحسب، بل أيضًا تمثيلات العهد القديم التي قرأها المسيحيون رمزيًا.

## تطبيق الرمزية
تعتمد عملية الرمزية على ما يسمى بالاقتباسات الرجعية (Reflexionszitaten) لإنجيل متى عبر امتداد طويل.  على سبيل المثال عند مقارنة العظة على الجبل ليسوع بعظة الجبل عند استلام موسى الوصايا العشر.
يفكر بولس كذلك رمزيًا. فمقارنة آدم ابالمسيح لها أهمية مركزية بالنسبة له. في رسالة إلى أهل رومية الإصحاح 5 الآية 14: يسمي آدم تيبوس الآتي typos tou mellontos «ادم، الذي هو مثال الاتي (المسيح)». ويشير بولس رمزيًا إلى مراحل مختلفة في قصة شعب إسرائيل مثل الخروج والتيه ففي رسالة بولس الرسول الأولى إلى أهل كورنثوس الإصحاح 10، الآيات من 1 إلى 13. على سبيل المثال، يربط العبور عبر بحر سوف بالمعمودية والطعام السماوي وماء الصخرة بالأفخارستيا. يجادل بأن كل هذه الأحداث هي أنماط أصلية (Τύποι) كانت بمثابة تنبيه للمسيحيين.
تحضر الرمزية في الفن المسيحي بشكل واسع، لأنها في الأساس تصويرات وتيح التناظر المرتبط بها.
بالإضافة إلى المقارنات الرمزية مع العهد القديم ، هناك أيضًا تلك التي تشير إلى العصور الوثنية وتلك التي تشير إلى الظواهر الطبيعية. تشمل الأمثلة على العصور الوثنية الإمبراطور أوغسطس ونبية تيفولي Sibyl of Tibur ، وهما تيبان/نمطان لولادة يسوع. تيبات/انماط الظواهر الطبيعية على سبيل المثال، الأسد، الذي يقيم بعد ثلاثة أيام أشباله الميتة أحياء من خلال الزئير، أو طائر الفينيق، الذي يقوم من الرماد. كلاهما مذكور في علم فيزيار الكلمة وتيبان/نمطان لقيامة المسيح.

### أمثلة
- الحية النحاسية، التي صنهعا موسى في البرية ووضعها على الراية، حمت اليهود من الموت بضربة الثعابين[6] - المسيح يجلب الحياة لما يرفع على خشب الصليب [7]
- بصق الحوت يونان بعد 3 أيام - المسيح نزل إلى عالم الموت، قام في اليوم الثالث من الموت
- تغذى الأسرائيليون بالمن في الصحراء - المسيح يؤسس القربان المقدس
- تنتقل إسرائيل إلى الحرية عبر البحر الأحمر - يُمنح المؤمن بالمسيح حياة جديدة من خلال المعمودية
- شمشون يقلع البوابات في غزة - المسيح يقوم من بين الأموات
- تم بيع يوسف من قبل إخوانه - تم خيانة يسوع وبيعه من قبل يهوذا

## الأدبيات
- Ursula Brumm: Die religiöse Typologie im amerikanischen Denken: Ihre Bedeutung für die amerikanische Literatur- und Geistesgeschichte (= Studien zur amerikanischen Literatur und Geschichte. Bd. 2). Brill, Leiden 1963.

أورسولا بروم: الرمزية الدينية في التفكير الأمريكي : أهميته للأدب الأمريكي والتاريخ الفكري (= دراسات في الأدب الأمريكي والتاريخ. المجلد 2). بريل، ليدن 1963.
- - überarbeitete englische Übersetzung: American Thought and Religious Typology. Rutgers University Press, New Brunswick NJ 1970.

```
الترجمة الإنجليزية المنقحة: 
الفكر الأمريكي والتصنيف الديني
 . مطبعة جامعة روتجرز، نيو برونزويك نيوجيرسي 1970. 
```

- Stefan Felber: Typologie als Denkform biblischer Theologie. In: Herbert H. Klement, Julius Steinberg (Hrsg.), Themenbuch zur Theologie des Alten Testaments. Wuppertal 2007, S. 35–54 (Inhalt des Bandes: siehe http://www.gbv.de/dms/hebis-darmstadt/toc/190311088.pdf).

```
ستيفان فيلبر: 
الرمزية كنموذج للتفكير في لاهوت الكتاب المقدس
 . في: هربرت كليمنت، جوليوس شتاينبرغ (محرر.)، 
كتاب مواضيعي عن لاهوت العهد القديم.
 فوبرتال 2007، ص 35 - 54 (محتوى المجلد: انظر 
http://www.gbv.de/dms/hebis-darmstadt/toc/190311088.pdf
). 
```

- Leonhard Goppelt: Typos. Die typologische Deutung des Alten Testaments im Neuen. Bertelsmann, Gütersloh 1939. Reprint: Wissenschaftliche Buchgesellschaft, Darmstadt 1990, ISBN 3534052730.

```
ليونارد جوبيل: 
تيبوس.
 
التفسير الرمزية للعهد القديم في الجديد
 . برتلسمان، جوترسلوه 1939. طبع: جمعية الكتاب العلمي، دارمشتات 1990، 
ISBN 3534052730
 . 
```

- Stuart George Hall: Typologie. In: Theologische Realenzyklopädie. Bd. 34, 2002, S. 208–224.

ستيوارت جورج هول: الرمزية. في: الموسوعة اللاهوتية. المجلد 34، 2002، الصفحات 208-224.
- Bernd Mohnhaupt: Beziehungsgeflechte. Typologische Kunst des Mittelalters. Bern [u. a.] 2000.

```
بيرند موهنوبت: 
شبكات العلاقات.
 
فن الرمزية للعصور الوسطى.
 برن [ش. 
 
 أ.] 2000. 
```

- Sabine Schrenk: Typos und Antitypos in der frühchristlichen Kunst (= Jahrbuch für Antike und Christentum. Ergänzungsband 21). Aschendorff Verlag, Münster 1995, ISBN 3-402-08105-9.

```
سابين شرينك: 
التيبوس والأنتيتيبوس في الفن المسيحي المبكر
 (
الكتاب السنوي
 
للعصور
 
القديمة والمسيحية.
 الملحق 21). Aschendorff Verlag ، مونستر 1995، 
ISBN 3-402-08105-9
 .
```

## روابط الويب
- jcrelations.net: مقال عن تفسير الكتاب المقدس المسيحي

1. ↑  نور الدين خليل (2008). قاموس الأديان الكبرى الثلاثة: اليهودية والمسيحية والإسلامية (بالعربية والإنجليزية). مراجعة: محمود آدم. الإسكندرية: مؤسسة حورس الدولية للطباعة والنشر. ص. 769. ISBN:978-977-368-087-9. OCLC:166560426. OL:45068455M. QID:Q125055340.
2. ↑  انظر أوغسطين ، Quaestiones في Heptateuchum 2.73: Novum Testamentum في Vetere latet ، et in Novo Vetus patet. - "العهد الجديد مخفي في القديم ، وفي الجديد القديم مكشوف".
3. ↑  رشيد عطية (2003)، معجم عطية في العامي والدخيل، بيروت: دار الكتب العلمية، ص. 550، QID:Q131144015
4. ↑  منير البعلبكي؛ رمزي البعلبكي (2008). المورد الحديث: قاموس إنكليزي عربي (بالعربية والإنجليزية) (ط. 1). بيروت: دار العلم للملايين. ص. 1272. ISBN:978-9953-63-541-5. OCLC:405515532. OL:50197876M. QID:Q112315598.
5. ↑  أحمد زكي بدوي (1991). معجم مصطلحات الدراسات الإنسانية والفنون الجميلة والتشكيلية (بالعربية والإنجليزية والفرنسية) (ط. 1). القاهرة، بيروت: دار الكتاب المصري، دار الكتاب اللبناني. ص. 366. ISBN:978-977-18-7508-6. OCLC:25480306. QID:Q132370849.
6. ↑  الكتاب المقدس، سفر العدد، الأصحاح 21، الآيات من 4 إلى 9
7. ↑  الكتاب المقدس، انجيل المسيح حسب البشير يوحنا، الأصحاح 21، الآية 14